# Municipio de Primrose
El municipio de Primrose (en inglés: Primrose Township) es un municipio ubicado en el condado de Steele en el estado estadounidense de Dakota del Norte. En el año 2010 tenía una población de 73 habitantes y una densidad poblacional de 0,78 personas por km².

## Geografía
El municipio de Primrose se encuentra ubicado en las coordenadas 47°27′18″N 97°32′15″O / 47.45500, -97.53750. Según la Oficina del Censo de los Estados Unidos, el municipio tiene una superficie total de 93.03 km², de la cual 93,03 km² corresponden a tierra firme y (0 %) 0 km² es agua.

## Demografía
Según el censo de 2010, había 73 personas residiendo en el municipio de Primrose. La densidad de población era de 0,78 hab./km². De los 73 habitantes, el municipio de Primrose estaba compuesto por el 100 % blancos. Del total de la población el 0 % eran hispanos o latinos de cualquier raza.